# Il diario segreto di Don Giovanni
Il diario segreto di Don Giovanni è un libro del 2007 scritto da Douglas Carlton Abrams.

## Trama
Ambientato nella Siviglia degli ultimi anni del XVI secolo, questo romanzo rivela i "meccanismi perversi" della mente del libertino per antonomasia, del galanteador di tutti i tempi: Don Juan Tenorio.
Le vicende si snodano attraverso una serie di capitoli, scritti dallo stesso protagonista, che si racconta, talvolta a fatica, confessando a sé stesso le sue verità più intime. Il romanzo non si configura come una semplice biografia, ma è possibile seguire, tappa dopo tappa, la crescita morale ed esistenziale, al contempo, di un uomo su cui l'inquisizione spagnola e le malelingue popolari tenevano puntato il dito contro. Al di là delle vicende che chiudono l'opera, si può, infatti, comprendere la grande verità a cui giunge Don Giovanni spingendosi al di là di se stesso e dei propri limiti per un sentimento tanto puro quanto disperatamente spaventoso. Ed è proprio grazie a questa intima rivelazione che, attraverso un iter ansimante e affannoso, la sua anima sembra poter trovare una redenzione dai "peccati" commessi.

## Edizioni
- Douglas Carlton Abrams, Il diario segreto di Don Giovanni, traduzione di Converso C., collana Pandora, Sperling & Kupfer, 2007,  p. 401.